# Booming Back at You
Booming Back at You è il quinto album in studio del musicista olandese Junkie XL, pubblicato nel 2008.

## Tracce
1. Booming Right at You – 4:03
2. Cities in Dust (feat. Lauren Rocket) (Siouxsie and the Banshees cover) – 4:19
3. You Make Me Feel So Good – 4:37
4. Stratosphere – 4:58
5. Mad Pursuit (feat. Electrocute) – 4:17
6. More (feat. Lauren Rocket) – 6:01
7. 1967 Poem (feat. Steve Aoki) – 3:51
8. Zage – 4:54
9. Clash – 5:07
10. New Toy (feat. Bram Inscore & Nicole Morier) – 4:21
11. No Way (feat. Lauren Rocket) – 3:28
12. Not Enough (feat. Willoughby & Nicole Morier) – 4:06